# Причуда Гриншоу
«Причуда Гриншоу» (англ. Greenshaw's Folly) — детективный рассказ английской писательницы Агаты Кристи из серии произведений о мисс Марпл. В 1954 году «королева детектива» задумала оплатить создание и установку оконного витража для своей приходской церкви. Для этого она пообещала написать рассказ, доходы от журнальной публикации которого должны были пойти на эти цели. Однако получившаяся повесть «Эркюль Пуаро и путаница в Гриншоре» не была принята в журналы из-за своих размеров и в том же году была переработана в роман «Глупость мертвеца», где главным персонажем выступил Эркюль Пуаро. Для церковных целей Кристи написала рассказ, получивший название «Причуда Гриншоу» — классический детектив, где в очередной раз демонстрирует свои незаурядные способности Джейн Марпл. 
Рассказ был впервые опубликован в Великобритании в журнале Daily Mail в конце 1956 года, а в США — в «Мистической коллекции Эллери Квина» в марте 1957 года. В 1960 году он вышел в сборнике «Приключения рождественского пудинга, и прилагаемые к нему закуски», а в 1979 году появился в посмертном сборнике «Последние дела мисс Марпл».

## Сюжет
Рэймонд Уэст, писатель и племянник мисс Марпл, показывает Хоресу Биндлеру, литературному критику, экстравагантный дом в эклектичном стиле, известный как «Причуда Гриншоу». Он был построен в 1860-х или 1870-х годах Натаниелем Гриншоу, сколотившим огромное состояние, но разорившемуся к концу жизни. Ему наследовал его сын — ужасный скряга. У него было три дочери, к одной из которых — Кэтрин Дороти Гриншоу — перешёл дом, которая также отличалась чрезмерной бережливостью. Вместе с ней в поместье живёт её экономка мисс Оксли Крессуэлл и Альфред Поллок, молодой садовник. Мисс Гриншоу пользуется появлением двух случайных посетителей, чтобы попросить их засвидетельствовать завещание, которое она только что составила. Она объявляет, что её состояние должна получить миссис Крессуэлл, условием этого является отказ от выплаты ей жалованья. Таким образом мисс Гриншоу обделила последнего живого родственника, своего племянника Натаниеля, сына Гарри Флетчера, который сбежал с одной из её сестёр. Уэст и Биндлер подписывают завещание в библиотеке, где мисс Гриншоу показывает им многочисленные дневники своего деда. Она выражает желание отредактировать и опубликовать их, но говорит, что у неё нет времени для такой работы. 
Уэст знакомит Биндлера со своими родственниками: женой Джоан, её племянницей Луизой Оксли и мисс Марпл — известной своими способностями к раскрытию преступлений. Мужчины знакомят её со своими впечатлениями от посещения дома мисс Гриншоу и высказывают предположение, что после составления завещания она может стать жертвой. Марпл призывает относиться к этому делу серьёзно, так как мисс Гриншоу по причине своей экономности вероятно обладает значительным состоянием. Из-за финансовых проблем Луиза выражает желание поработать редактором дневников старого Гриншоу и её предложение было быстро принято. Она стала посещать экстравагантный дом, где практически не сталкивалась с экономкой. Через несколько дней хозяйка пригласила на ленч своего племянника — актёра Натаниэля Флетчера. В день его прибытия Луиза работала в полдень в библиотеке, когда услышала крик в саду. Выглянув в окно она увидела шатающуюся мисс Гриншоу, в области шеи которой торчала стрела. Раненая женщина успела прохрипеть «... он... в меня... из лука... помогите...» и зашла в дом, призывая экономку вызвать полицию. Появился констебль, которому Луиза и Оксли сказали, что они были заперты и не могли помочь. Их освободили другие полицейские, прибывшие на место происшествия, которые обнаружили в доме труп хозяйки убитой стрелой.   
Тем же вечером инспектор Уэлч опрашивает Рэймонда о завещании. Мисс Марпл правильно догадывается, что, миссис Крессуэлл не становилась получателем наследства, а им является Альфред, который, вероятно, является внуком одного из внебрачных детей деда мисс Гриншоу. Альфред был членом клуба стрельбы из лука, но на время убийства у него неопровержимое алиби, так как он ушёл с работы раньше времени, чтобы выпить в пабе. Мисс Марпл предположила, что «мисс Гриншоу», которую Луиза видела в доме, на самом деле была загримированной мисс Крессуэлл. Мисс Гриншоу была без сознания в то время, когда её «подстрелили» из лука, а раненую хозяйку, которую увидела Луиза из окна, был миссис Крессуэлл, имитировавшая смертельное ранение. Первым «полицейским», прибывшим в дом, на самом деле был Натаниэль, сообщник миссис Крессуэлл. Преступная пара стремилась возложить вину на Альфреда, не зная, что он пошёл в паб на обед раньше, чем обычно, и, следовательно, у него было железное алиби. Для выполнения своего плана Крессуэлл несколько дней играла роль мисс Гриншоу, чтобы сделать Луизу свидетелем убийства, которая бы дала показания против Альфреда. Самой хозяйке ввели наркотик и она находилась в бессознательном состоянии в доме. В нужный момент Флетчер пронзил ей шею стрелой. На это преступники пошли поверив в то, что завещание действительно составлено в пользу экономки. Инспектор полиции выслушав рассуждения мисс Марпл обещает самым тщательным образом отнестись к их проверке.  

## Создание

Агата Кристи

В 1954 году Агата Кристи задумала оплатить создание и установку оконного витража для приходской церкви в Черстон-Феррере в графстве Девон, которую она посещала. Для этого она намеревалась написать детектив, доходы от публикации которого должны были пойти в специальный фонд, при этом она могла свободно выбрать сюжет и художника-витражиста. Эти вопросы были обсуждены с церковными властями в Эксетере, которые с радостью приняли это предложение. Однако после создания повести (рассказа) «Эркюль Пуаро и путаница в Гриншоре» его не удалось пристроить ни в один журнал из-за большого размера, а позже писательница решила создать на его основе роман, вышедший в 1956 году под названием «Глупость мертвеца». Также было решено, что Агата напишет для церкви другой рассказ, который по юридическим основаниям должен получить название «Путаница в Гриншоре». При этом, по объяснению её литературного агента Эдмунда Корка, вероятнее всего он должен был быть издан под другим названием. В итоге появился очередной рассказ о расследовании мисс Марпл «Причуда Гриншоу», имеющий мало общего со связанными с ним произведениями о Пуаро — рассказом и романом. До некоторой степени их сближает имеющие важную роль в этих детективах причудливые архитектурные постройки, созданные по прихоти богачей. Впервые рассказ был опубликован в Великобритании в журнале Daily Mail в конце 1956 года, а в США — в «Мистической коллекции Эллери Квина» в марте 1957 года. Через три года, в 1960 году, он был включён в сборник «Приключения рождественского пудинга, и прилагаемые к нему закуски», а позже вместе с пятью другими рассказами появился в посмертном сборнике «Последние дела мисс Марпл» (1979).

## Критика
В предисловии к сборнику «Приключения рождественского пудинга, и прилагаемые к нему закуски» Агата Кристи образно отмечала, что предстала в нём «шеф-поваром» и предлагает читателям два основных «блюда» («Приключения рождественского пудинга» и «Тайна испанского сундука»), сопровождаемые несколькими закусками («Причуда Гриншоу», «Сон», «Спящая собака») и десертом («Четыре и двадцать чёрных дроздов»). Также она особо выделила два расследования, в которых её самым знаменитым персонажам — Эркюлю Пуаро («Тайна испанского сундука») и Джейн Марпл («Причуда Гриншоу») — в очередной раз удалось продемонстрировать свои незаурядные умственные способности. Относительно последней автор заметила, что старая дева всегда гордилась своей прозорливостью, образец которой представлен в рассказе.
По мнению исследователей, идея использованная Кристи в повести «Эркюль Пуаро и путаница в Гриншоре» (Hercule Poirot and the Greenshore Folly) и романе «Глупость мертвеца» (Dead Man's Folly), основанной на причудливой постройке «созданной по воле капризного миллионера, вокруг или в которой происходят трагические события» нашла отражение и в рассказе «Причуда Гриншоу». Арсений Богатырёв указывал на преемственность между рассказами и романом. По его мнению, присутствующее в их названиях слово «folly» возможно восходит к роману Джона Рода (Dead Men at the Folly), изданного в 1932 году. Кроме того, он указывал, что «фолли» (причуда, каприз), также означает особый тип садово-парковой постройки (см. архитектурный каприз), наподобие павильона. Джон Карран не разделял сюжетную схожесть рассказов «Эркюль Пуаро и путаница в Гриншоре» и «Причуда Гриншоу», так как кроме названия, по его мнению, они далеки друг от друга и несмотря на некоторые близкие обстоятельства их создания — они далеки друг от друга. По его оценке, это в очередной раз доказывает изобретательность и широкий диапазон фантазии «королевы детектива».
Неоднократно указывалось на совершенно неожиданную разгадку дела со стороны мисс Марпл, нерациональный характер хода её рассуждений, недоступный для понимания со стороны читателя. По наблюдению российского комментатора собрания сочинений английской писательницы А. Титова: «Вся эта история ужасно запутана, план убийства не слишком реалистичен, а метод неоправданно оригинален и только развязка весьма правдоподобна — убитая стала жертвой собственной жадности. У мисс Марпл есть все основания гордиться своей логикой, тем более что даже самый умный читатель вряд ли сможет понять, с помощью каких именно логических шагов она находит решение».

## Адаптации
Рассказ был адаптирован для телевидения в 2013 году режиссёром Сарой Хардинг и был показан в июне того же года в рамках второго эпизода шестого сезона сериала «Мисс Марпл Агаты Кристи». В сюжет были привнесены некоторые детали из рассказа Кристи «Отпечатки пальцев святого Петра» (The Thumb Mark of St. Peter). В главных ролях: Джулия Маккензи (мисс Марпл), Фиона Шоу (мисс Кэтрин Гриншоу), Мартин Компстон (Альфред Поллок) и Кимберли Никсон (Луиза Оксли).

### Комментарии
1. ↑  На русском языке имеется несколько вариантов названия рассказа: «Причуда Гриншоу», «Глупость Гриншо», «Каприз Гриншоу», «Причуда Гриншо», «Дорогой каприз Гриншоу», «„Диковинка“ Гриншо»[1].